# باري بيكيت
باري بيكيت (بالإنجليزية: Barry Beckett)‏ هو موسيقي جلسات ‏ ومنتج أسطوانات وملحن أمريكي، ولد في 4 فبراير 1943 في برمنغهام في الولايات المتحدة، وتوفي في 10 يونيو 2009 في هيندرسونفيل في الولايات المتحدة بسبب مرض.

## وصلات خارجية
- باري بيكيت على موقع IMDb (الإنجليزية)
- باري بيكيت على موقع ميوزك برينز (الإنجليزية)
- باري بيكيت على موقع أول ميوزيك (الإنجليزية)
- باري بيكيت على موقع ديسكوغز (الإنجليزية)